# História do Antigo Egito
A História do Antigo Egito é um período histórico que compreende em torno de três mil anos da história humana, desde os assentamentos pré-históricos nas margens norte do vale do rio Nilo até a anexação do Egito pelos Romanos em 30 a.C.. O período faraônico, em que o Egito foi governado por um faraó, é datado do século XXXII a.C., quando o Alto e Baixo Egito foram unificados, até a conquista Macedônica em 332 a.C., trezentos anos antes dos romanos.

## Períodos da história do Antigo Egito
Os historiadores dividem a história do Antigo Egito em vários períodos baseando-se em dois critérios. O primeiro fundamenta-se no sistema de Manetão, um sacerdote egípcio do século III a.C., autor de uma história do Egito, na qual dividia os soberanos do país em trinta dinastias. A outra divisão habitual é em três períodos principais, denominados de "impérios" que correspondem a épocas de prosperidade, intercalados por três épocas de decadência social, cultural e política, conhecidas como "períodos intermediários" (ou intermédios). A estes seis períodos juntam-se o período pré-dinástico (anterior ao surgimento das dinastias) e protodinástico, o período arcaico e a era greco-romana.
- Época pré-dinástica e protodinástico (c. 4500-3000 a.C.);
- Época Tinita (3000-2660 a.C.): I e II dinastias
- Império Antigo (2660-2180 a.C): III a VI dinastias
- Primeiro Período Intermediário (2180-2040 a.C.): VII a XI dinastias
- Império Médio (2040-1780 a.C.): XI e XII dinastias
- Segundo Período Intermediário (1780 a 1560 a.C.): XIII a XVII dinastias
- Império Novo (1560-1070 a.C.): XVIII a XX dinastias
- Terceiro Período Intermediário (1070-664 a.C.): XXI a XXV dinastias
- Época Baixa (664-332 a.C.): XXVI a XXX dinastias
- Período ptolomaico (332-30 a.C.)
- Domínio romano (30 a.C.-359 d.C.)[1]

### Período pré-dinástico
Em tempos pré-dinástico e dinástico, o clima egípcio era muito menos árido do que é hoje. Grandes regiões do Egito estavam cobertas de savanas arborizadas e eram atravessadas por rebanhos de pastagens ungulados. Fauna e flora eram muito mais prolíficas em todos os arredores e na região do Nilo havia grandes populações de aves aquáticas. A caça teria sido comum para os egípcios e este é também o período em que muitos animais foram domesticados pela primeira vez.

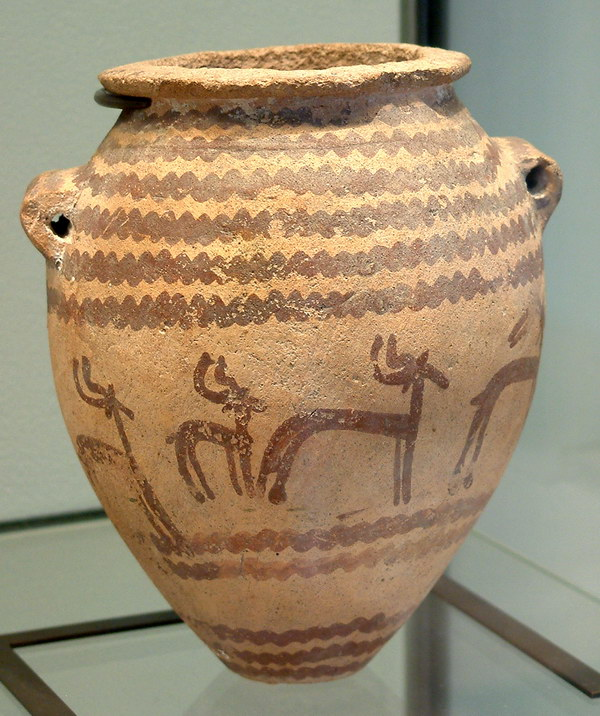
Um típico jarro decorado com gazelas

Por volta de 5500 a.C, pequenas tribos que viviam no vale do Nilo haviam se desenvolvido em uma série de culturas demonstrando o firme controle da agricultura e pecuária, e são identificável pela sua cerâmica e objetos pessoais, como pentes, pulseiras e colares. No Norte as culturas que mais se destacaram foram a cultura Faium A que começou a tecer e a cultura El-Omari, já que foi nela que surgiram os cemitérios. E no sul do Egito, a Badariana, era conhecida por sua cerâmica de alta qualidade, ferramentas de pedra e seu uso de cobre.
No sul do Egito, a cultura Badariana foi sucedida pelas culturas Amratiana e Gerzeana, que apresentaram uma série de melhoras técnicas. No período Gerzeano, evidências iniciais existem a respeito do contato com Canaã e a costa de Biblos.
No sul do Egito, A cultura de Nacada, semelhante a Badariana, começou a se expandir ao longo do Nilo por cerca de 4000 a.C Quando mais cedo o período Nacada II, os egípcios pré-dinásticos importavam obsidiana da Etiópia, usados para dar forma a lâminas e outros objetos a partir de lascas. Durante um período de cerca de 1000 anos, a cultura de Nacada se desenvolveu em uma poderosa civilização cujos líderes estavam em completo controle das pessoas e dos recursos do vale do Nilo. O estabelecimento de um centro de poder em Hieracômpolis e, posteriormente, em Abidos, líderes de Nacada III expandiram seu controle sobre o Norte do Egito ao longo do Nilo. Eles também negociaram com a Núbia, ao sul, os oásis do deserto ocidental, a oeste, e as culturas do Mediterrâneo Oriental, ao leste.
A cultura de Nacada fabricou uma gama diversificada de bens materiais, reflexo do crescente poder e da riqueza da elite, que inclui pintura, cerâmica de alta qualidade, vasos de pedra decorados com motivos geométricos e animais estilizados, paletas de cosméticos e joias feitas de ouro, lápis-lazúli e marfim. Eles também desenvolveram um esmalte cerâmico conhecido como faiança, que foi bem usado no período romano para decorar copos, amuletos e figurinhas. Durante a última fase do período pré-dinástico, a cultura de Nacada começou a usar símbolos escritos que acabariam por evoluir para um sistema cheio de hieróglifos para escrever a antiga língua egípcia.

### Época Tinita

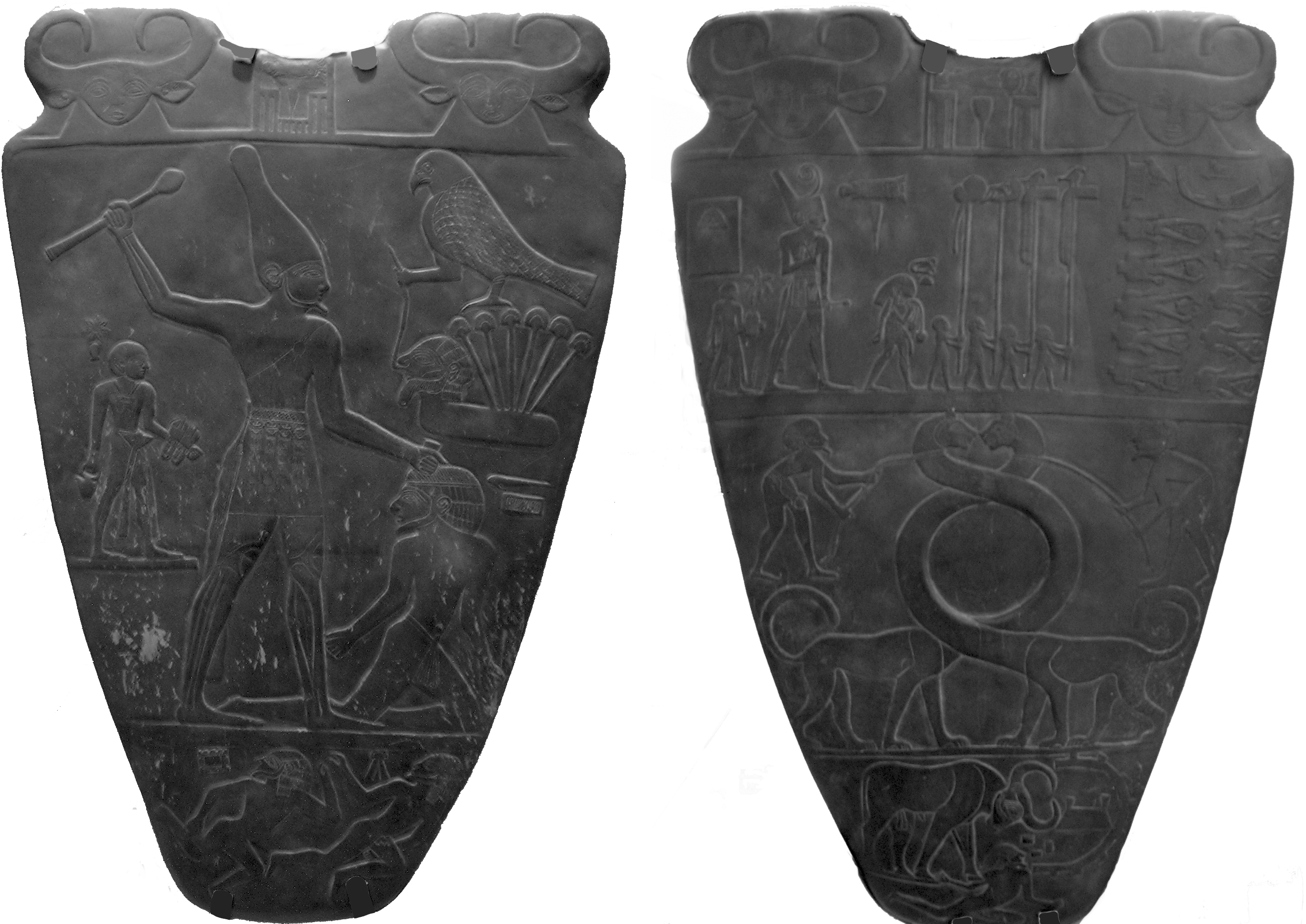
As duas faces da Paleta de Narmer (reprodução exposta no Royal Ontario Museum, Canadá)

No século III a.C., o sacerdote Manetão agrupou uma linha do tempo dos faraós de Menés aos do seu tempo em 30 dinastias, um sistema ainda em uso hoje. Ele escolheu para começar a sua história oficial o rei chamado Meni (em grego, Menés) que se acredita que foi o unificador dos reinos do Alto e Baixo Egito (c. de 3100 a.C). A transição para um estado unificado realmente aconteceu de forma mais gradual do que os escritores egípcios nos querem fazer crer, e não há registro contemporâneo de Menés. Alguns estudiosos acreditam agora que, no entanto, que o mítico faraó Menés pode realmente ter sido o faraó Narmer, que é retratado vestindo trajes reais sobre a cerimonial Paleta de Narmer em um ato simbólico de unificação, ou então o faraó Atótis.
O período tinita, c. de 3150 a.C, o primeiro dos faraós solidificou seu controle sobre o Alto Egito mudando a capital de Tinis para a recém-fundada Mênfis, a partir da qual eles poderiam controlar a força de trabalho e a agricultura do fértil Delta, bem como as rotas do lucrativo e fundamental comércio com o Levante. O crescente poder e da riqueza dos faraós durante o período dinástico se refletiu em suas mastabas elaboradas e em estruturas de culto mortuário em Abidos, que foram utilizadas para celebrar o faraó endeusado após sua morte. A forte instituição da realeza desenvolvida pelos faraós serviu para legitimar o controle estatal sobre a terra, trabalho e recursos que foram essencialmente para a sobrevivência e o crescimento da antiga civilização egípcia.
Durante o período tinita os faraós realizaram ataques contra os núbios, líbios e beduínos, assim como realizaram incursões contra o Sinai em busca de cobre e turquesa e no Mar Vermelho para exploração das minas locais. Também comercializaram com a região Síria e Palestina de onde obtinham a madeira de cedro.

### Império Antigo

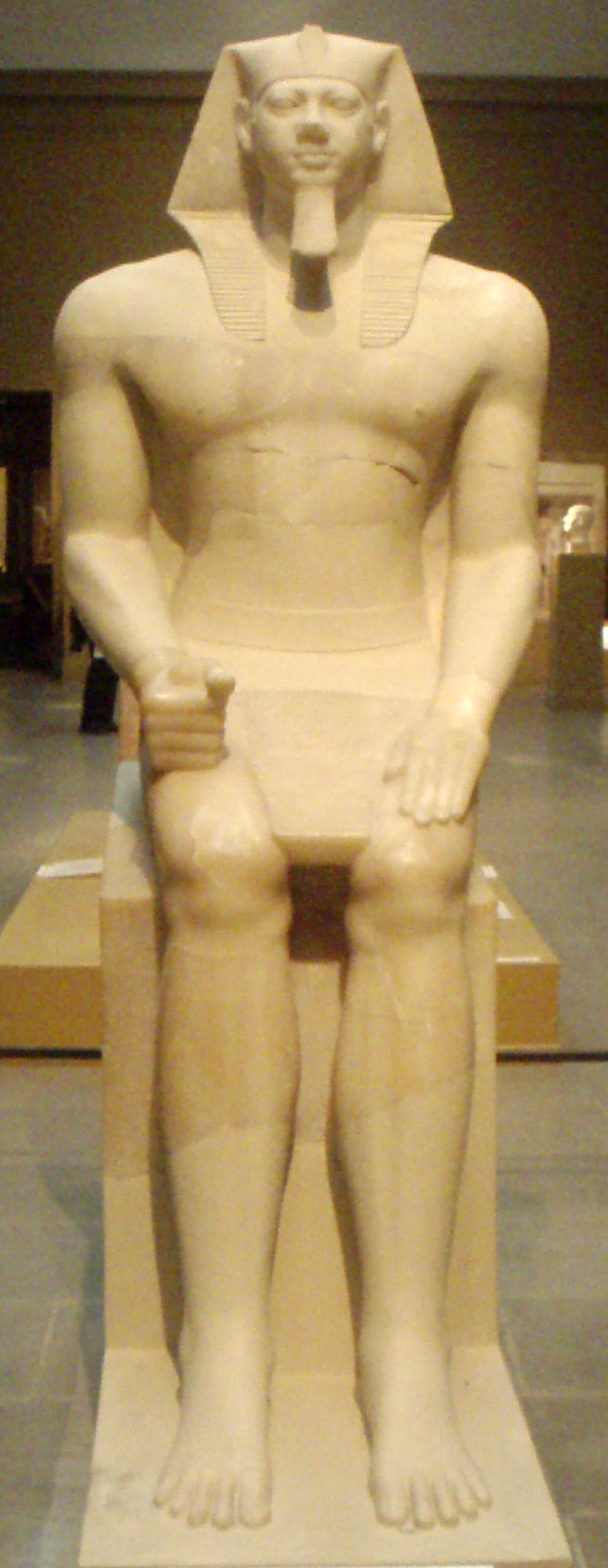
Estátua de Menkaura, feita de alabastro, localizada no Museu de Belas Artes de Boston

Impressionante avanço na arquitetura, arte e tecnologia foram feitos durante o Império Antigo, alimentado pelo aumento da produtividade agrícola possível graças a uma administração central bem desenvolvida. Sob a direção do vizir, os impostos arrecadados pelos funcionários do Estado, coordenados projetos de irrigação para melhorar o rendimento da cultura, camponeses recrutados para trabalhar em projetos de construção, e o estabelecimento de um sistema de justiça pode manter a ordem e a paz. Com o excedente dos recursos disponibilizados por uma economia produtiva e estável, o Estado foi capaz de patrocinar a construção de monumentos colossais e à excepcional comissão de obras de arte para as oficinas reais.
Durante o Império Antigo, houve uma tendência para a construção de pirâmides como monumentos fúnebres para os faraós. Entre as mais proeminentes pode-se citas as pirâmides de Djoser (Pirâmide de degraus), Seneferu (Pirâmide de Meidum, Pirâmide Romboidal e Pirâmide Vermelha), Quéops (Pirâmide de Quéops), Quéfren (Pirâmide de Quéfren e a Esfinge de Guizé) e Miquerinos (Pirâmide de Miquerinos). Os faraós Djedefre (Pirâmide de Abu Roach), Chepseskaf (Pirâmide Purificada), Userquerés (Pirâmide de Userquerés), Sefrés (Pirâmide de Sefrés), Neferircaré (Pirâmide de Neferircaré), Neferefré (Pirâmide de Nedefefré), Raturés (Pirâmide de Raturés), Tanquerés (Pirâmide de Tanquerés), Unas (Pirâmide de Unas), Teti (Pirâmide de Teti), Pepi I (Pirâmide de Pepi I), Merenré I (Pirâmide de Merenré) e Pepi II (Pirâmide de Pepi II) também empreenderam a construção de outras pirâmides.
O Império Antigo é caracterizado por um crescente comércio com o Líbano, Palestina, Mesopotâmia e Punt, assim como por expedições comerciais para exploração mineral nas minas do Sinai e Mar Vermelho (Deserto Oriental) e por campanhas militares contra núbios e líbios. Com suas campanhas militares e comerciais o Egito além de criam acampamentos estratégicos também adquiriu ouro, cobre, turquesa, madeira de cedro, mirra, malaquita e eletro. Sob Sefrés, com o crescente comércio, foi criada a primeira frota marítima egípcia.

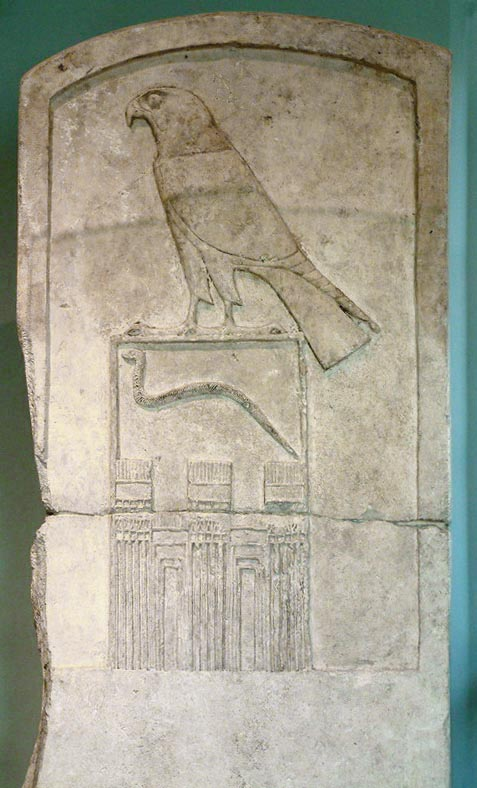
Estela do rei Uenefés, I dinastia

Junto com a crescente importância de uma administração central surgiu uma nova classe de educados escribas e funcionários que receberam propriedades do faraó em pagamento a seus serviços. Os faraós também fizeram concessões de terras para seus cultos mortuários e templos locais para assegurar que estas instituições teriam recursos necessários para a adoração do faraó após a sua morte. Até o final do Império Antigo, cinco séculos de práticas feudais corroeram o poder econômico do faraó, que já não podia dar o luxo de suportar uma grande administração centralizada. Como o poder do faraó diminuiu, governantes regionais chamados nomarcas começaram a desafiar a supremacia do faraó. Isso, juntamente com secas severas entre 2200 e 2150 a.C., em última análise, fizeram o país entrar num período de 140 anos de fome e conflitos conhecidos como o Primeiro Período Intermediário.

### Primeiro Período Intermediário
Depois que o governo central do Egito entrou em colapso no final do Império Antigo, o governo não podia mais suportar ou estabilizar a economia do país. Os líderes regionais não podiam contar com o faraó para ajudar em épocas de crise, e a consequente escassez de alimentos e as disputas políticas se transformaram em situações de fome e de guerras civis. No entanto, apesar dos problemas, os líderes locais, não devendo tributo ao faraó, usaram sua independência para estabelecer uma cultura próspera nas províncias. Uma vez no controle dos seus próprios recursos, as províncias tornaram-se economicamente mais ricas, fato demonstrado por enterros maiores e melhores entre todas as classes sociais. Em surtos de criatividade, os artesãos das províncias adotaram e adaptaram motivos culturais antes restritos à realeza do Antigo Império, e os escribas desenvolveram estilos literários que expressam o otimismo e a originalidade do período.
Livres de sua lealdade ao faraó, os governantes locais começaram a competir uns contra os outros para o controle territorial e poder político. Até 2160 a.C., os governantes de Heracleópolis controlavam o Baixo Egito, enquanto um clã rival, baseado em Tebas, a família Intefe, assumiu o controle do Alto Egito. Como os Intefes cresceram em poder e expandiram seu controle para o norte, um confronto entre as duas dinastias rivais tornou-se inevitável. Cerca de 2055 a.C. as forças de Tebas sob Mentuotepe II, finalmente derrotaram os governantes de Heracleópolis, reunindo as Duas Terras e inaugurando um período de renascimento econômico e cultural conhecido como o Império Médio.

### Império Médio

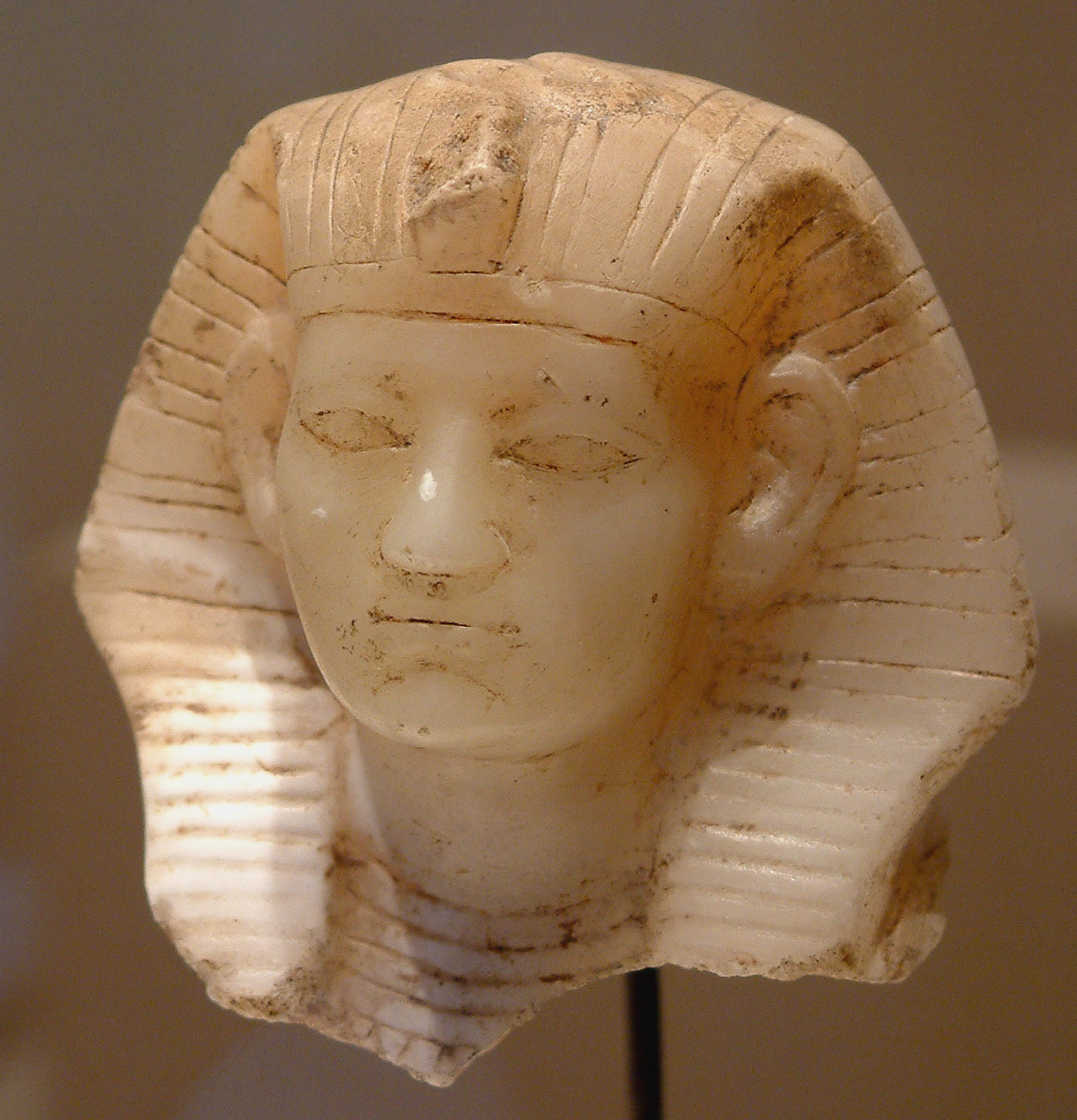
Cabeça de esfinge de Amenemés III em alabastro (Museu do Louvre)

Vick e Wall, Os faraós do Império Médio restauraram a prosperidade do país e a estabilidade, estimulando um renascimento da arte, literatura e projetos grandiosos de construção. Mentuotepe II e seus sucessores da XI dinastia governaram de Tebas, mas o vizir Amenemés I, ao assumir ao trono, dando assim início a XII dinastia por volta de 1985 a.C., mudou a capital do país para a cidade de Iti-Taui, localizada no Faium. De Iti-Taui, os faraós da XII dinastia comprometeram-se a realizarem uma recuperação de áreas degradadas e melhorar o sistema de irrigação para aumentar a produção agrícola na região. Além disso, houve a reconquista militar de toda a Núbia, rica em pedreiras e minas de ouro, enquanto que trabalhadores construíram uma estrutura defensiva no Delta Oriental, chamada "Muros-do-Rei", para defender o Egito contra os ataques estrangeiros.
Tendo garantido a segurança militar e política e a riqueza agrícola assim como uma vasta quantidade de minerais, a população, a arte e a religião floresceram. Em contraste com a atitude elitista do Império Antigo para os deuses, o Império Médio teve um aumento nas expressões da piedade pessoal o que poderia ser chamado de democratização da vida após a morte, em que todas as pessoas possuíam uma alma e poderiam ser recebidos na companhia dos deuses após a morte. A literatura do Império Médio destaca temas sofisticados e os caracteres escritos em um estilo confiante e eloquente, e a escultura em relevo e retrato capturou a sutileza, detalhes individuais que atingiram um novo patamar da perfeição técnica. Todos os governantes do Império Médio erigiram pirâmides.
Durante o Império Médio, como forma de assegurar a sucessão ainda em vida, foi comum os faraós dividirem o trono com seus sucessores, mantendo-os como co-faraós. Durante este período foi mantido relações comerciais com a Fenícia, com Creta e houve expedições comerciais a Punt.
O último grande governante do Império Médio, Amenemés III, permitiu a entrada de colonos asiáticos na região do Delta, visando fornecer uma força de trabalho suficiente para sua especialmente ativa de mineração e campanhas de construção. Estas ambiciosas atividades de mineração e construção, porém, combinadas com inadequadas inundações do Nilo em seu reinado, fragilizaram a economia e precipitaram um lento declínio no Segundo Período Intermediário durante as posteriores dinastias XIII e XIV. Durante esse declínio, os colonos asiáticos começaram a assumir o controle da região do Delta, acabando por chegar ao poder, como os hicsos.

### Segundo Período Intermediário
Por volta de 1785 a.C., com o poder dos faraós do Império Médio enfraquecido, os imigrantes asiáticos residentes na cidade do Delta Oriental Aváris assumiram o controle da região e forçaram o governo central a se retirar para Tebas, onde o faraó era tratado como um vassalo e esperava-se pagamento de tributo. Os hicsos (Heka-khasut, governantes estrangeiros) imitaram o modelo egípcio de governo e se apresentaram como faraós, integrando elementos egípcios na sua cultura da Idade do Bronze Médio.
Após sua retirada, os reis de Tebas se viram presos entre os hicsos no norte e os aliados núbios dos hicsos, os cuxitas, ao sul. Após anos de inação tênue, Tebas reuniu forças suficientes para desafiar os hicsos em um conflito que duraria mais de 30 anos, até 1555 a.C. Os faraós Tao II e Camés acabaram por serem capazes de derrotar os núbios, mas foi o sucessor de Camés, Amósis I, que empreendeu como sucesso uma série de campanhas que permanentemente erradicaram a presença dos hicsos no Egito. No Império Novo que se seguiu, os militares se tornaram uma prioridade central para os faraós que procuraram expandir as fronteiras do Egito e garantir o domínio completo do Oriente Próximo.
Os hicsos introduziram elementos novos na civilização egípcia como o cavalo, os carros de guerra, novos métodos de fiação e tecelagem e novos instrumentos musicais.

### Império Novo

Mapa da extensão territorial máxima do Antigo Egito (século XV a.C.)

Os faraós do Império Novo estabeleceram um período de prosperidade sem precedentes, ao assegurar suas fronteiras e reforçar os laços diplomáticos com seus vizinhos. Campanhas militares sob Tutemés I e seu neto Tutemés III, estenderam a influência dos faraós para o maior império que o Egito já havia visto. Quando Tutemés morreu em 1425 a.C, o Egito se estendia de Niya no norte da Síria até a quarta catarata do Nilo, na Núbia, cimentando lealdades e abrindo acesso às importações essenciais, como bronze e madeira. Os faraós do Império Novo começaram uma campanha de construção em grande escala para promover o deus Amom, cujo culto foi crescendo com base em Carnaque. Eles também construíram monumentos para glorificar suas próprias realizações, tanto reais como imaginárias. A faraó feminina Hatexepsute usou-os como propaganda para legitimar sua pretensão ao trono. Seu reinado bem sucedido foi marcado por expedições comerciais em Punte, um templo mortuário elegante, um par de obeliscos colossais e uma capela em Carnaque. Apesar de suas realizações, o sobrinho e enteado de Hatexepsute, Tutemés III tentou apagar o seu legado perto do fim de seu reinado, possivelmente em represália por usurpar o seu trono. Sob Tutemés IV (1397-1388 a.C.) realizou uma aliança com Mitani para empreender ataques contra os hititas. Durante Amenófis III foram edificados os templos de Luxor, o palácio de Malaqata e o Templo de Milhões de Anos, do qual atualmente só restam os conhecidos "Colossos de Memnon"; também mandou ampliar o templo de Amom em Carnaque.
Cerca de 1350 a.C, a estabilidade do Império Novo foi ameaçada quando Amenófis IV subiu ao trono e instituiu uma série de reformas radicais e caóticas. Mudando seu nome para Aquenaton (O Esplendor de Aton), ele classificou o anteriormente obscuro deus sol Aton como a divindade suprema, suprimindo o culto de outras divindades, e atacando o poder do estabelecimento sacerdotal. Mudando a capital para a nova cidade de Aquetáton (Horizonte de Áton, atual Amarna), Aquenáton tornou-se desatento aos negócios estrangeiros deixando-se absorver pela devoção a Aton e a sua personalidade de artista e pacifista. Após sua morte, o culto de Aton foi rapidamente abandonado, e os faraós Tutancâmon, Aí e Horemebe apagaram todas as referências a heresia de Aquenáton, agora conhecida como Período de Amarna.

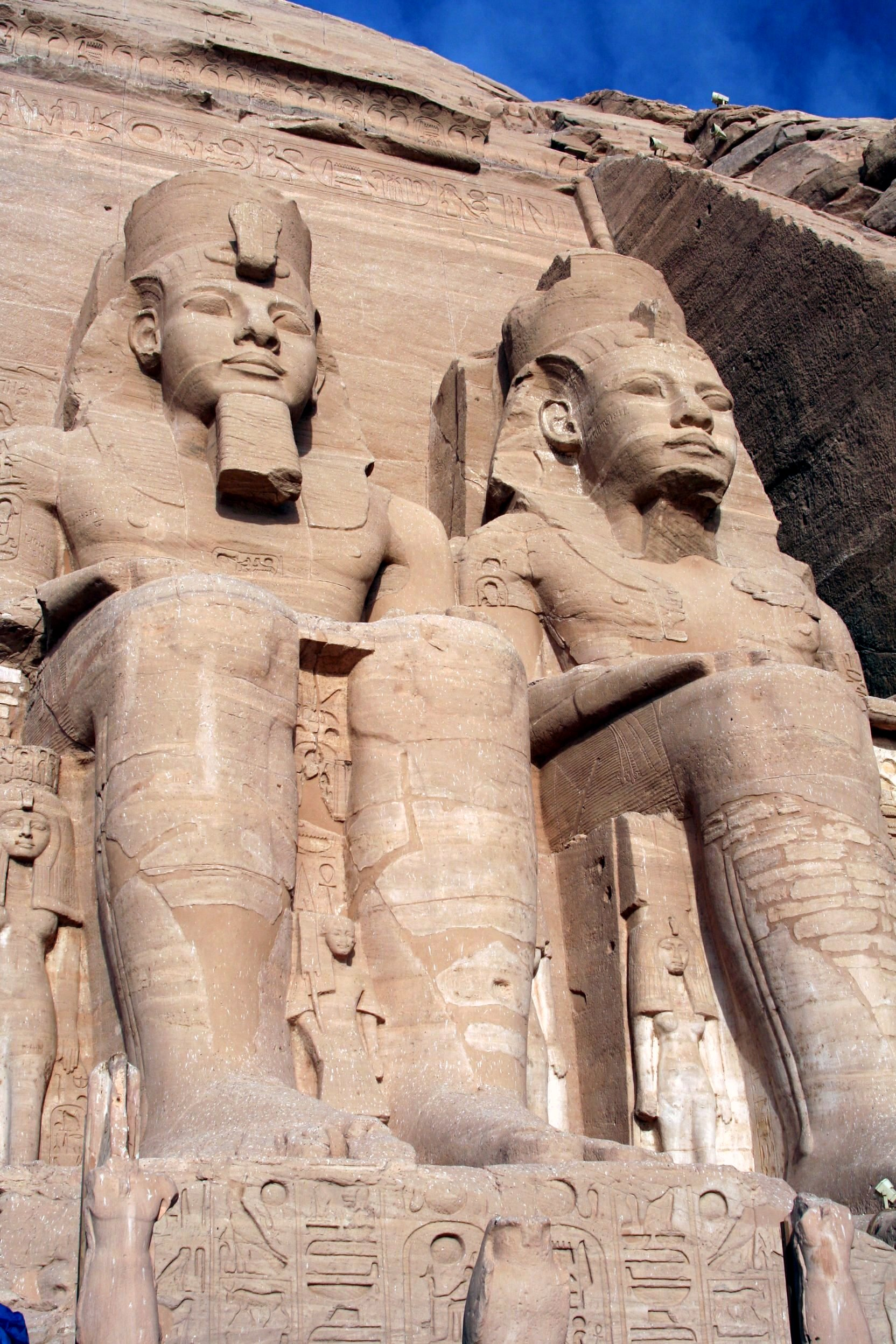
As quatro colossais estátuas de Ramessés II na entrada do templo de Abul-Simbel

Sob Seti I, o Egito controlou revoltas e conquistou a cidade de Kadesh e da região vizinha de Amurru, ambas localidades palestinas. Cerca de 1279 a.C, Ramessés II também conhecido como Ramessés, o Grande ascendeu ao trono, e passou a construir mais templos, erguer mais estátuas e obeliscos, além de ter sido o faraó com a maior quantidade de filhos da história. Ramessés II também mudou a capital do império de Tebas para Pi-Ramessés no Delta Oriental. Ousado líder militar, Ramessés II levou seu exército contra os hititas na Batalha de Cadexe em 1274 a.C e depois de um empate, assinou, em 1258 a.C, o primeiro tratado de paz da história, onde ambas as nações comprometiam-se a se ajudaram mutuamente contra inimigos internos ou externos. O tratado foi selado com o casamento de Ramessés II e a filha mais velha do imperador Hatusil III.
A riqueza do Egito fez dele um alvo tentador para uma invasão, em especial de líbios e dos povos do mar. Sob Merneptá, o Egito começou a enfrentar a ameaça dos povos do mar que aliaram-se com os líbios, assim como incitaram os núbios a revolta. No entanto, Merneptá conseguiu suplantar os revoltosos na medida em que repeliu os invasores. Durante o reinado de Ramessés III o faraó conseguiu em duas grandes batalhas expulsar os povos do mar para fora do Egito, no entanto, eles acabariam por se assentar na costa palestina e durante o reinado de seus sucessores tomariam por completo a região.
No entanto, o império não estava enfrentando apenas problemas no exterior. Após a morte de Ramessés II e a subida ao trono de seu filho Merneptá, uma terrível instabilidade política assolou o Egito. Diversos golpes de Estado depuseram muitos faraós em pouco tempo. Além disso diversos distúrbios civis, corrupção, revoltas de trabalhadores e roubos de túmulos também assolaram o país. Durante o início da XX dinastia, como forma de ganhar popularidade, os faraós concederam muitas terras, tesouros e escravos para os templos de Amom, o que fortaleceu o poder destes, e seu crescente poder, fragmentou o país durante o Terceiro Período Intermediário.

### Terceiro Período Intermediário

Por volta de 730 a.C, líbios vindos do oeste fragmentaram a unidade política do país

Após a morte de Ramessés XI em 1070 a.C, Esmendes assumiu a autoridade sobre a parte norte do Egito governando a partir da cidade de Tânis. O sul foi efetivamente controlado pelos sumos sacerdotes de Amom em Tebas, que reconheceram Esmendes apenas nominalmente. O sacerdote Pianque conseguiu deter a expansão do Reino de Cuxe que havia dominado boa parte do Alto Egito.
Durante este tempo, os líbios tinham se instalado no Delta Ocidental, e os chefes destes colonos começaram a aumentar sua autonomia. Os príncipes líbios assumiram o controle do delta sob Sisaque I, em 945 a.C, fundando a dinastia chamada Líbia ou Bubastilas, que governaria por cerca de 200 anos. Sisaque também ganhou o controle do sul do Egito, colocando seus familiares em importantes cargos sacerdotais, como forma de controlar o poder dos sacerdotes de Amom de Tebas. Sisaque também invadiu a Palestina durante o reinado do rei Roboão, assim como também restaurou o comércio com Biblos, aumentando a prosperidade da dinastia.
Sob Osocor II, o Egito auxiliando os reinos Sírio-Palestinos repudiou as primeiras expedições assírias. Muitas guerras civis se seguiram o que causou a divisão do Egito sob várias dinastias. O controle líbio começou a ruir quando duas dinastias rivais surgiram, uma centrada em Leontópolis (XIII dinastia) e outra em Saís (XXIV dinastia). No entanto, a constante ameaça cuxita do sul  forçou as três dinastias se unirem para combatê-los. Cerca de 727 a.C, o rei cuxita Piiê derrotou um exército de oito mil soldados egípcios, invadindo o norte, tomando o controle de Tebas e, eventualmente, do Delta, formando a XXV dinastia.
O prestígio de longa data do Egito diminuiu consideravelmente até o final do Terceiro Período Intermediário. Seus aliados estrangeiros haviam caído sob a esfera de influência assíria, e em 700 a.C., a guerra entre os dois países era inevitável. O faraó Xabataca empreendeu uma batalha contra os assírios saindo vitorioso. Seu sucessor, Taraca, incentivou revoltas na Palestina assíria assim como conseguiu, em 673 a.C. expulsar os assírios das redondezas. No entanto, entre 671 e 667 a.C., os assírios começaram seus ataques contra o Egito. Os reinados dos reis cuxitas Taraca como Tantamani, estavam cheios de constantes conflitos com os assírios, contra quais os governantes núbios gozaram de várias vitórias. Por fim, os assírios empurraram os cuxitas para a Núbia, ocupando Mênfis, e saqueando os templos de Tebas.

### Época Baixa
Sem planos de conquista permanente, os assírios deixaram o controle do Egito para uma série de reis vassalos que se tornaram conhecidos como reis saítas da XVI dinastia. Até 653 a.C, o rei Psamético I foi capaz de expulsar os assírios com ajuda de mercenários gregos, que foram recrutados para dar forma a primeira marinha do Egito. A influência grega expandiu-se muito com a cidade de Náucratis que se tornou o lar dos gregos no Delta. Os reis saítas com base na nova capital de Saís testemunharam um ressurgimento breve, da economia, sociedade e cultura, mas em 525 a.C, os poderosos persas, liderados por Cambises II, começaram sua conquista do Egito, eventualmente, capturando o faraó Psamético III na Batalha de Pelúsio. Cambises II, em seguida, assumiu o título formal de faraó, governando o Egito de Susa, deixando o Egito sob o controle de uma satrapia. Poucas revoltas bem sucedidas contra os persas marcaram o Egito no século V a.C., mas nunca foram capazes de derrubar definitivamente os persas.
Após a sua anexação pela Pérsia, o Egito juntamente com Chipre e a Fenícia foram aglomerados na sexta satrapia dos persas aquemênidas. Este primeiro período de domínio persa sobre o Egito, também conhecido como XXVII dinastia, terminando em 402 a.C, e de 380-343 a.C a XXX dinastia governou como a casa real nativa do Egito dinástico, que terminou com o reinado de Nectanebo II. Uma breve restauração do domínio persa, às vezes conhecida como XXXI dinastia, começou em 343 a.C., mas pouco depois, em 332 a.C, o governante persa Mazaces entregou o Egito sem luta para Alexandre, o Grande.

### Dinastia Ptolomaica
Em 332 a.C, Alexandre, o Grande conquistou o Egito com pouca resistência dos persas e foi bem recebido pelos egípcios como um libertador. A administração estabelecida pelos sucessores de Alexandre, os Ptolomeus, foi baseada no modelo egípcio com a capital estabelecida na recém-erigida Alexandria. A cidade foi para mostrar o poder e o prestígio do governo grego, e se tornou um lugar de aprendizado e cultura, centrada na famosa Biblioteca de Alexandria. O Farol de Alexandria iluminou o caminho para os muitos navios que mantiveram comércio com a cidade, como os Ptolomeus faziam comércio e as empresas geradoras de receitas, como a fabricação de papiros, a sua principal prioridade.
A cultura grega não suplantou a cultura egípcia, com os Ptolomeus apoiando as tradições antigas em um esforço para garantir a lealdade da população. Eles construíram novos templos em estilo egípcio, apoiados pelos cultos tradicionais, e retratando-se como faraós. Algumas tradições fundidas, como os deuses gregos e egípcios sincretizados em divindades compostos, tais como Serápis, e formas clássicas da escultura grega influenciando tradicionais motivos egípcios. Apesar de seus esforços para apaziguar os egípcios, os Ptolomeus foram desafiados pela rebelião nativa, amargas rivalidades familiares e a poderosa máfia de Alexandria, que havia se formado após a morte de Ptolomeu IV. Além disso, como Roma foi uma forte importadora de grãos do Egito, os romanos tomaram grande interesse pela situação política do Egito. Contínuas revoltas egípcias, políticos ambiciosos e poderosos oponentes sírios tornou a região instável, levando Roma a enviar forças para proteger o país como uma província de seu império.

### Domínio romano

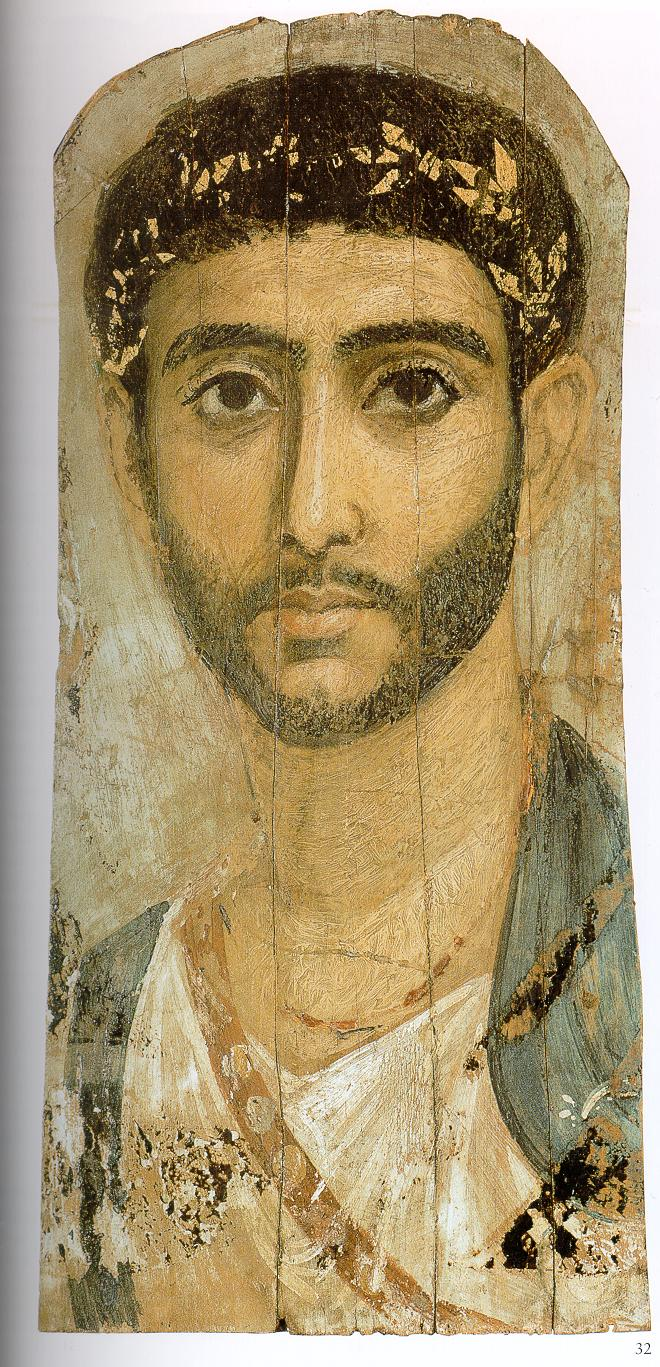
Um dos retratos de Faium, uma das tentativas de unir as culturas egípcia e romana

O Egito tornou-se uma província do Império Romano em 30 a.C, após a derrota de Marco Antônio e Cleópatra VII por Otaviano (posterior o imperador Augusto) na Batalha de Áccio. Os romanos dependiam fortemente das remessas de grãos do Egito, e o exército romano, sob o controle de um prefeito nomeado pelo imperador, reprimiu revoltas, aplicando estritamente a cobrança de pesados impostos, e impediu os ataques de bandidos, que havia se tornado um problema notório durante o período. Alexandria se tornou um centro cada vez mais importante na rota de comércio com o Oriente, como luxos exóticos que estavam em alta demanda em Roma.
Embora os romanos tivessem uma atitude mais hostil do que os gregos para os egípcios, algumas tradições, como a mumificação e o culto dos deuses tradicionais continuaram. A arte de retratar as múmias floresceu, e alguns dos imperadores romanos tinham-se retratado como faraós, embora não na medida dos Ptolomeus. Os primeiros moravam fora do Egito e não desempenharam funções cerimoniais da realeza egípcia. A administração local tornou-se romana em grande estilo e fechando os nativos egípcios.
A partir de meados do século I, o cristianismo se enraizou em Alexandria, sendo visto como outro culto, que poderia ser aceito. No entanto, era uma religião inflexível que procurou ganhar pessoas para converter do paganismo ameaçando as tradições religiosas populares. Isso levou à perseguição dos convertidos no cristianismo, que culminou com o grande expurgo de Diocleciano a partir de 303, mas, eventualmente, o cristianismo venceu. Em 391 o imperador cristão Teodósio I introduziu uma legislação que proibiu ritos pagãos e os templos foram fechados. Alexandria tornou-se palco de grandes protestos antipagãos, com público e imagens privadas destruídas. Como consequência, a cultura do Egito pagão estava continuamente em declínio. Enquanto a população nativa continuou a falar sua linguagem, a capacidade de ler e escrever hieróglifos desapareceu lentamente com o papel dos sacerdotes e sacerdotisas dos templos egípcios diminuindo. Os templos eram, às vezes convertidos em igrejas ou abandonados no deserto.